# Caméra Gaumont Biographe
Le Biographe est une caméra inventée par Georges Demenÿ, un ancien collaborateur du chercheur scientifique Étienne-Jules Marey, et achetée par Léon Gaumont en 1896 dans le but avéré d’en vendre des exemplaires aux riches amateurs de photographie animée.

## Histoire
Lorsque Louis Lumière met au point sa machine à vues photographiques animées, le Cinématographe, il n’est pas sans savoir que l’industriel américain Thomas Edison, aidé par un électricien spécialiste, William Kennedy Laurie Dickson, a déjà produit « entre 1891 et 1895, quelque soixante-dix films » tournés avec la pellicule photographique de 70 mm de large, inventée en 1888 par John Carbutt et commercialisée par George Eastman (Kodak), que l’équipe d’Edison a coupée dans sa longueur en rubans de  35 mm de large et dotée de perforations dont le modèle est alors déposé en brevets dans le monde entier. « Edison fit accomplir au cinéma une étape décisive, en créant le film moderne de 35 mm, à quatre paires de perforations par image. »
C’est pour ne pas entrer en contrefaçon des perforations rectangulaires Edison, dont les dimensions sont très précisément indiquées, que les frères Lumière utilisent la même pellicule Eastman, ici aussi coupée dans sa longueur, mais avec des perforations rondes, une de chaque côté des photogrammes. Demenÿ choisit au départ de ne pas perforer sa pellicule de 58 mm de large, inventant un système de came battante (un doigt métallique actionné par une came excentrique tire la pellicule par friction). Ce procédé a l’inconvénient de déplacer la pellicule en pas inégaux, et la projection est pour l’opérateur une véritable acrobatie afin de rattraper le cadrage des images. 
Demenÿ, ruiné, vend sa machine à Léon Gaumont. Ils décident de réguler le déroulement de la pellicule en la perforant à raison de quatre trous rectangulaires par image. Comme le format n’est pas le 35 mm, Edison ne pourra pas intenter un procès. Les perforations s’engrènent dans les dents d’un débiteur (plus tard, il y en aura deux) dont la rotation entraîne la pellicule dans un mouvement continu. La partie intermittente du déplacement, celle qui permet d’impressionner les photogrammes, l’un après l’autre, à la fenêtre de cadrage du film qui reçoit l’image formée par l’objectif, est encore assurée par une came battante qui n’agit pas sur les perforations mais directement sur le ruban pelliculaire en le poussant pas à pas. Ce système n’est pas au point : la précision des dimensions des images laisse à désirer, et là encore le projectionniste va devoir être attentif à tout moment pour rattraper le cadrage. Un tel procédé ne peut satisfaire la clientèle et Gaumont prendra de lui-même l’initiative d’adopter le système à griffes qu’ont déjà mis au point et utilisé les Lumière.

## Description du Biographe
Le mécanisme est abrité dans un boîtier en bois. Le bois fait partie de l’histoire de la photographie et son esthétique, autant que la simplicité de son travail, va l’imposer dans le matériel de prise de vues cinématographique jusqu’à la fin des années 1920. Le Biographe est dit « inversible » car, ainsi que le Cinématographe, on l’utilise aussi bien pour filmer que pour projeter.  « Je fais usage de l'appareil tant pour la prise des images négatives que pour la projection des images positives agrandies au moyen d'une lanterne électrique ou oxhydrique. Dans ce cas, le résultat obtenu est d'autant plus saisissant que les images projetées : 1° sont plus lumineuses, 2° se succèdent plus rapidement devant l'œil, 3° y demeurent immobiles pendant un temps plus long et 4° sont séparées par une éclipse moins obscure et moins prolongée. »
Dans le couloir du film, la pellicule est stabilisée verticalement par des patins en velours. Le mouvement est bien entendu impulsé par une manivelle. Comme l’appareil Lumière, le Biographe est équipé d’une boîte contenant la pellicule vierge, et d’une boîte séparée et elle aussi démontable, pour rembobiner la pellicule une fois l’exposition faite.
Entre 1896 et fin-1897, au moins 150 films vont être produits par Gaumont grâce au Biographe 58 mm, dont au début les films dirigés par Alice Guy. Il sera ensuite remplacé par une caméra au format 35 mm, « au pas dit américain, c'est-à-dire à 4 trous par image, pas qu’ont adopté tous les fabricants de bandes cinématographiques. »